# Rezerwat przyrody Jezioro Kośno

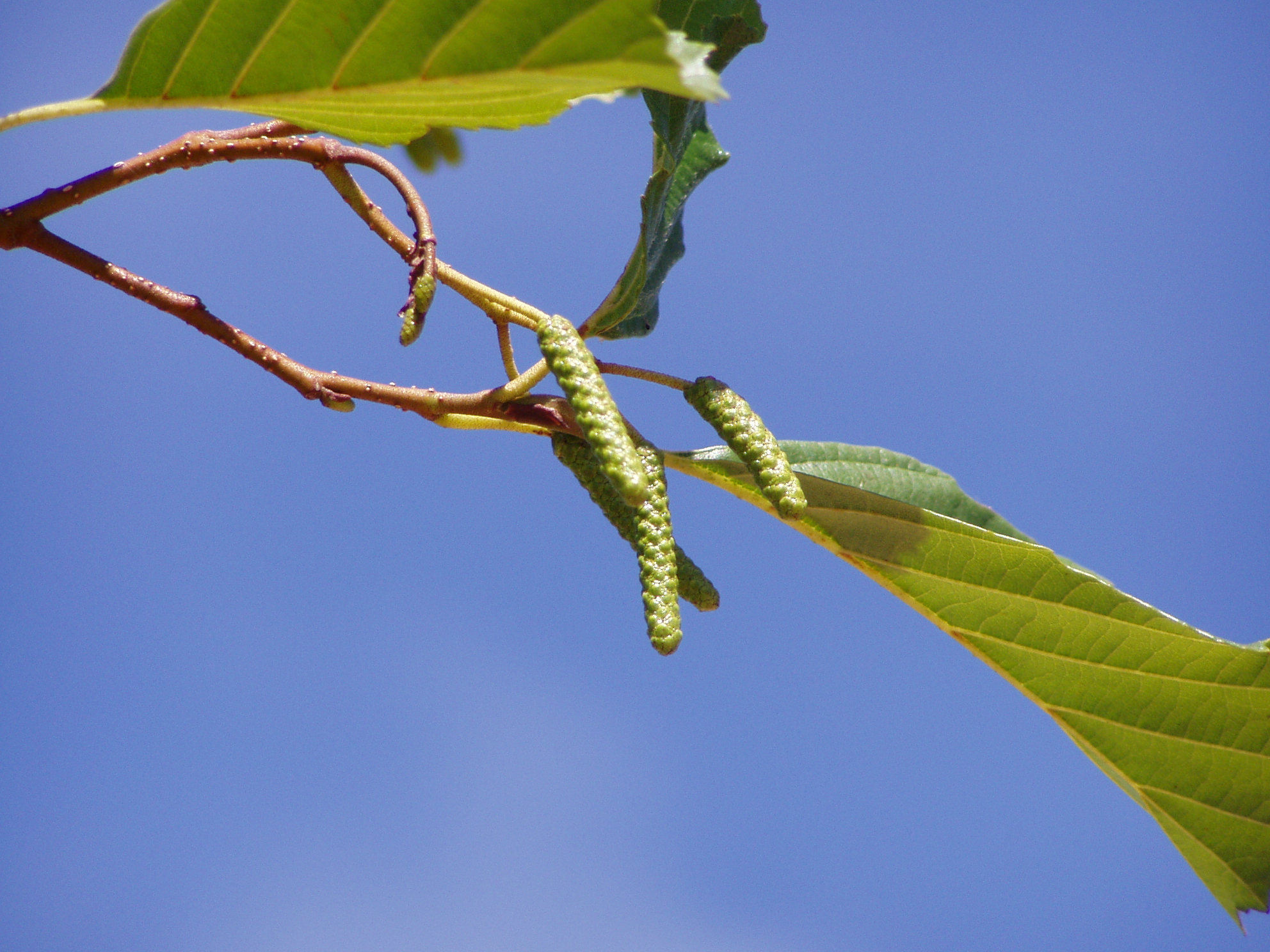
Olcha

Rezerwat przyrody Jezioro Kośno – rezerwat krajobrazowy utworzony w 1982 roku. Zajmuje powierzchnię 1253,8 ha (akt powołujący podawał 1232,85 ha). Obejmuje duże jezioro eutroficzne Kośno otoczone lasami. Rezerwat jest ostoją ptactwa wodnego i drapieżnego. Położony jest w woj. warmińsko-mazurskim na terenie gmin Purda i Pasym, niewielki skrawek rezerwatu leży na terenie gminy Jedwabno. Zarządcą jest nadleśnictwo Olsztyn i Jedwabno.
W rezerwacie dominuje sosna (90,53% powierzchni leśnej). Występują także brzoza, świerk, olcha.
Okoliczne miejscowości: Łajs, Tylkowo.